# 東神奈川車站
東神奈川車站（日语：／ Higashi-nagawa eki */?）是一個位於神奈川縣橫濱市神奈川區東神奈川一丁目，屬於東日本旅客鐵道（JR東日本）的鐵路車站。

## 停靠路線
停靠此站的路線在軌道名稱上有東海道本線與橫濱線2條路線（詳情參見路線條目與鐵道路線的名稱）。此站的所屬線為東海道本線，但東海道本線只有行走電車線的京濱東北線列車停靠，旅客導覽不顯示「東海道（本）線」。因此此站的導覽顯示為京濱東北線與橫濱線的轉乘站。雖然橫濱線以此站為起點，但部分列車與京濱東北線一樣在橫濱站直通根岸線。
- 京濱東北線 - 行駛於電車線的東海道本線、東北本線近距離電車。從橫濱站直通根岸線。車站編號「JK 13」
- 橫濱線 - 本站為起點，連結橫濱市與多摩地域。車站編號「JH 13」

依據特定都區市內，本站屬於「橫濱市內」。

## 歷史
東神奈川站雖然在東海道本線上，但是是在私鐵橫濱鐵道（之後的橫濱線）興建時，為了與東海道本線轉乘才設站。橫濱鐵道曾研擬在神奈川站或平沼站轉乘，但因腹地不足等原因，決定設於現在東神奈川站的位置。1908年（明治41年）9月23日，橫濱鐵道線開通，同時東神奈川站開站。國鐵側的設備等費用由橫濱鐵道負擔。
橫濱鐵道也規劃將鐵路延伸至同經營層的橫濱倉庫，並在周邊建設碼頭與倉庫，達成海陸連絡的目標。因此公司取得了從東神奈川站往海側延伸的許可，並在1911年（明治44年）12月10日開通至海神奈川站。然而，由於無法取得興建碼頭所需的填海許可，因此該條支線改做為橫濱倉庫的連絡鐵道。此時，過過東神奈川站靠海側的京濱電車（之後的京急本線），為了跨過貨物支線因而將仲木戶站（現京急東神奈川站）高架化。橫濱鐵道線在1910年（明治43年）4月1日轉由國鐵營業，1917年（大正6年）10月1日正式國有化，為國鐵橫濱線。
大正時代初期的1912年（大正元年）9月，當時的站房在線路靠海側，站房前的軌道為橫濱鐵道使用，站房兩側是側線群。接著有兩座島式月台，月台之間的兩條軌道是國鐵東海道本線。往海神奈川的支線在車站北側分岐轉向海側前進。
1914年（大正3年）12月20日，隨著東京站開業，東京與高島町（第2代橫濱站附近的車站）之間的京濱線電車（之後的京濱東北線）開始運行。但初期因準備不足故障頻繁，12月26日停駛。1915年（大正4年）5月10日恢復運行。在京濱線電車運行後，東海道本線蒸氣機車牽引列車仍有一段時間停靠東神奈川站。1917年（大正6年）6月17日，至高島站的東海道本線貨物支線開通。
國鐵收購後的橫濱線，由於靠近東京，班表未過密集，因此成為國鐵各種測試的場地。如1925年（大正14年）4月4日本站至原町田站（現在的町田站）區間完成電氣化，以作為東海道本線電車與電力機車乘務員的訓練與實驗場。橫濱線電車直至1932年（昭和7年）10月1日才開始運行。隨著電車運行，該站實施京濱線與橫濱線的橫渡線新設及月台增高等工程，使得橫濱線電車可直通京濱線櫻木町站。橫濱線行駛蒸氣機車的時代是使用靠站房側的1號線，電車運行後為了直通櫻木町改用2號線，之後1號線改建為倉庫。
第二次世界大戰的1945年（昭和20年）5月29日，橫濱大空襲造成東神奈川站房全毀。橫濱線電車也暫停直通櫻木町，直至戰後的1959年（昭和34年）4月13日才恢復。這段期間，由於橫濱港貨物運輸型態的改變，海神奈川與東高島的支線在1959年4月1日同時廢止。
1960年（昭和35年），跨站式站房啟用，同時設置自由通道。1968年（昭和43年）3月20日，橫濱線東神奈川 - 大口間複線化完成。此時東神奈川站內配線變更，3號線為橫濱線專用。從此可與京濱東北線北行同月台轉乘。
1985年（昭和60年）3月10日改點，橫濱線為了改善運輸，本站配線從原來的2面3線改建為2面4線。工程具體內容包括2號線月台靠海側新設1號線，並將靠新子安側約100公尺的京濱東北線南行月台移至與北行月台相同位置。完工後，1號線為京濱東北南行，2號線與3號線為橫濱線，4號線為京濱東北線北行。配合此項工程，國鐵也進行首次電子連動裝置實際運用試驗。
2013年（平成25年）3月16日改點，4號線從京濱東北線專用月台改為京濱東北線與橫濱線共用月台，從橫濱方向出發的橫濱線部分班次（僅平日）從4號線發車（以前橫濱線僅臨時列車或誤點時才使用4號線）。為了防止乘客誤乘，車站導入附有路線代表色指示燈的LED照明器具（9月15日啟用）。

### 年表
- 1908年（明治41年）9月23日：橫濱鐵道線（之後的橫濱線）開通至八王子站，笨站為國鐵東海道本線與橫濱鐵道線的轉乘站。
  - 當時國鐵設有神奈川站（之後廢止），因此加上「東」字。
- 1911年（明治44年）12月10日：橫濱鐵道貨物支線通至海神奈川站。
- 1914年（大正3年）
  - 12月20日：京濱電車（京濱東北線前身）開始運行。
  - 12月26日：京濱電車故障頻傳而停駛。
- 1915年（大正4年）5月10日：京濱電車恢復營運。
- 1917年（大正6年）
  - 6月17日：至高島站的貨物支線開通。
  - 10月1日：橫濱鐵道國有化。
- 1925年（大正14年）4月4日：橫濱線東神奈川 - 原町田（現町田）間電氣化。
- 1930年（昭和5年）4月1日：至東神奈川的貨物支線從橫濱線改劃入東海道本線。
- 1932年（昭和7年）10月1日：至原町田的橫濱線電車開始運行，直通至櫻木町[9]。
- 1945年（昭和20年）5月29日：橫濱大空襲造成站房全毀。
- 1959年（昭和34年）
  - 4月1日：營業範圍從「一般運輸營業」改為「旅客、隨身行李及小型行李。但不配送」[21]，廢除貨物業務。同時廢止至東高島站與海神奈川站的貨物支線[22]。
  - 4月13日：橫濱線恢復直通至櫻木町。
- 1960年（昭和35年）：跨站式站房與自由通道啟用。
- 1966年（昭和41年）7月31日：橫濱市電東神奈川站前電停（東口）廢止。
- 1968年（昭和43年）
  - 3月20日：橫濱線東神奈川 - 大口間複線化完成，東神奈川站內配線變更。
  - 8月31日：橫濱市電東神奈川站西口電停廢止。
- 1974年（昭和49年）10月1日：營業範圍改為「旅客、行李」[23]。
- 1984年（昭和59年）2月1日：廢止行李業務[24]。
- 1985年（昭和60年）3月10日：增設1號線。成為2面4線。國鐵首次實際運用電子連動裝置。
- 1987年（昭和62年）
  - 3月31日：恢復行李業務（限報紙）。[25]。
  - 4月1日：國鐵分割民營化，成為東日本旅客鐵道（JR東日本）車站。
- 1996年（平成8年）2月21日：導入發車音樂。
- 2001年（平成13年）11月18日：導入IC卡「Suica」。
- 2013年（平成25年）9月15日：啟用附有指示燈的照明器具。
- 2015年（平成27年）8月26日：2、3號線發車音樂變更。
- 2018年（平成30年）12月27日：1、4號線月台門啟用[26]。

## 車站構造
車站月台採島式月台2面4線設計，所有月台均能容納較長的京濱東北線電車（10輛編組）。由於橫濱線的設計關係，本站內側2個月台由橫濱線電車使用，外側2個月台則由京濱東北線電車使用。

### 月台配置
| 月台 | 路線               | 方向 | 目的地                         | 備註                                |
| ---- | ------------------ | ---- | ------------------------------ | ----------------------------------- |
| 1    | 京濱東北線、根岸線 | 南行 | 橫濱、關內、新杉田、大船方向   | 主要為東京開出的列車                |
| 2    | 京濱東北線、根岸線 | 南行 | 橫濱、關內、新杉田、大船方向   | 橫濱線開出的直通、部分於1號月台開出 |
| 2    | 橫濱線             | -    | 新橫濱、町田、橋本、八王子方向 | 只限此站始發                        |
| 3    | 橫濱線             | -    | 新橫濱、町田、橋本、八王子方向 |                                     |
| 4    | 京濱東北線         | 北行 | 品川、東京、上野、大宮方向     | 此站始發的列車於2號月台開出         |
| 4    | 橫濱線             | -    | 新橫濱、町田、橋本、八王子方向 | 部分橫濱開出的直通列車（只限平日）  |

（來源：JR東日本:車站構內圖 （页面存档备份，存于））

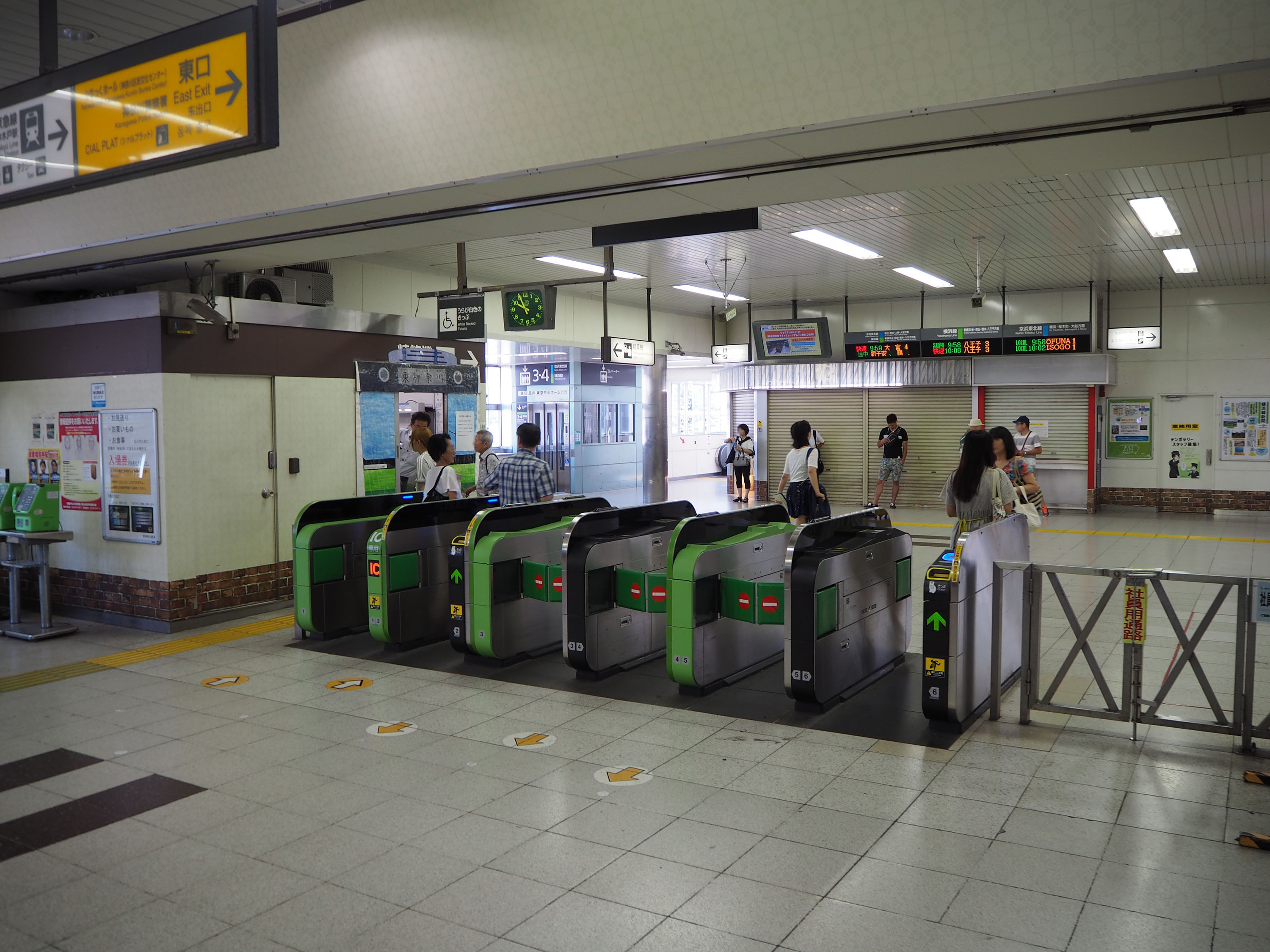
閘口（2015年7月）
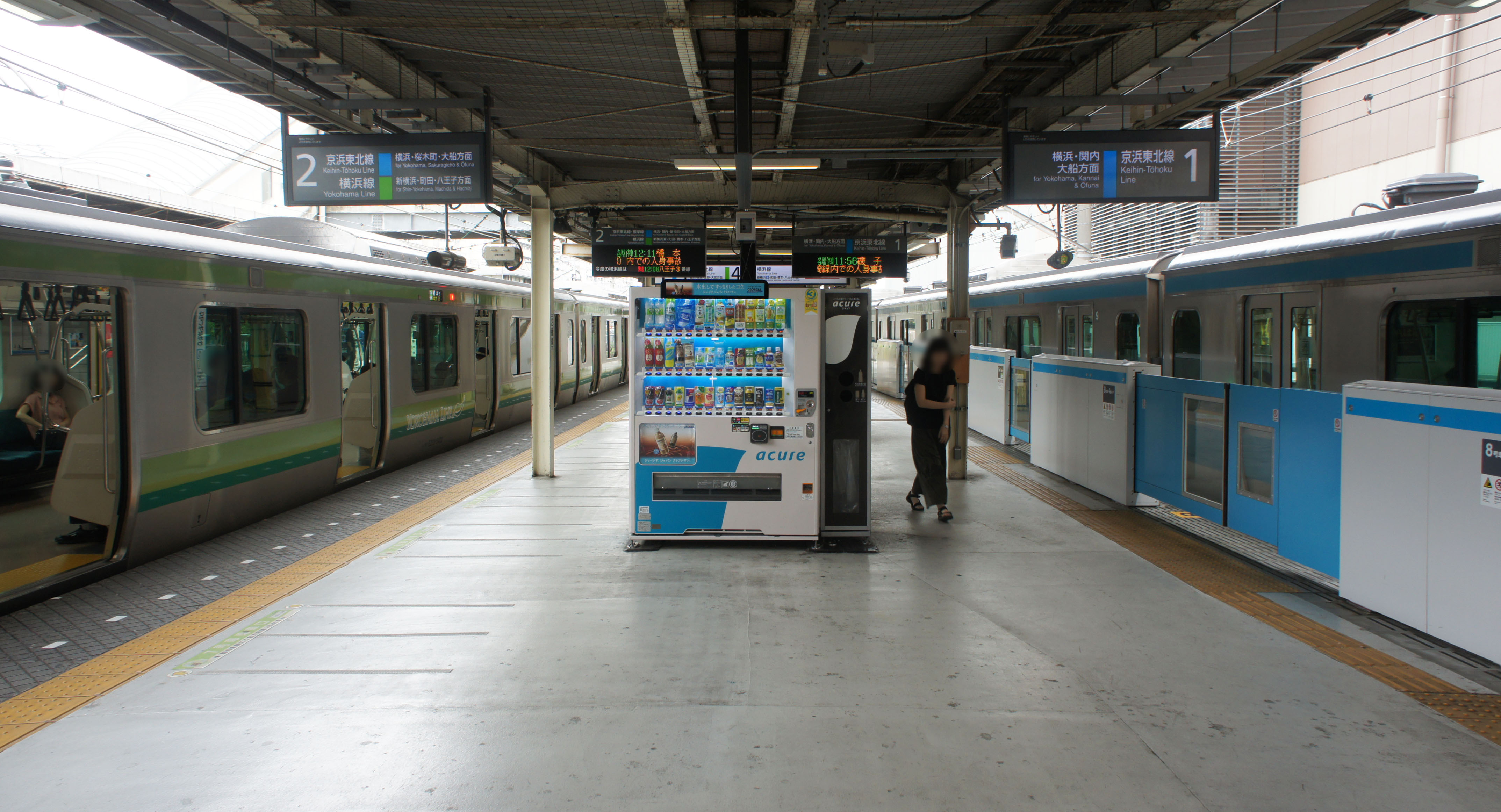
1、2號月台（2019年6月）
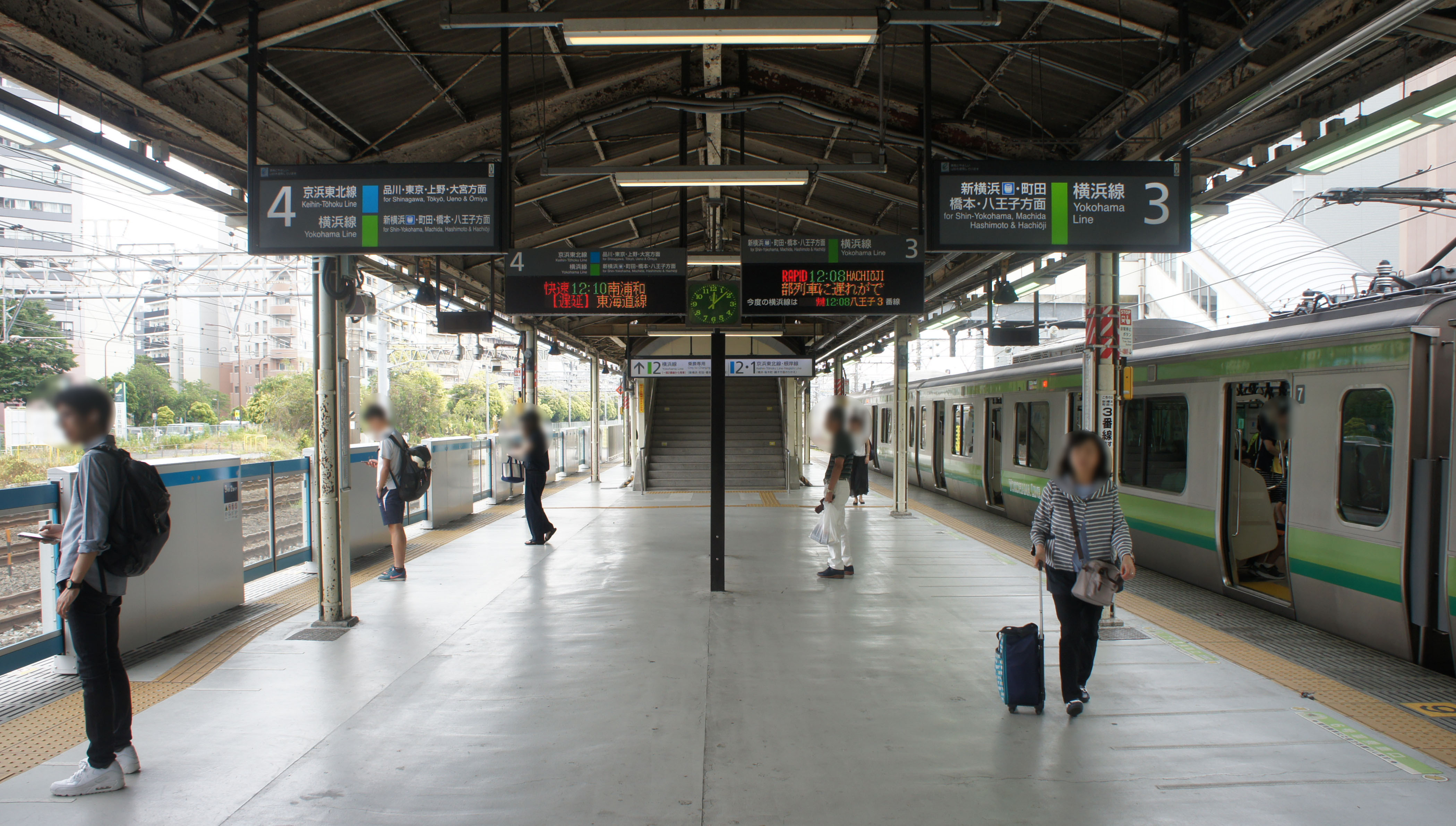
3、4號月台（2019年6月）
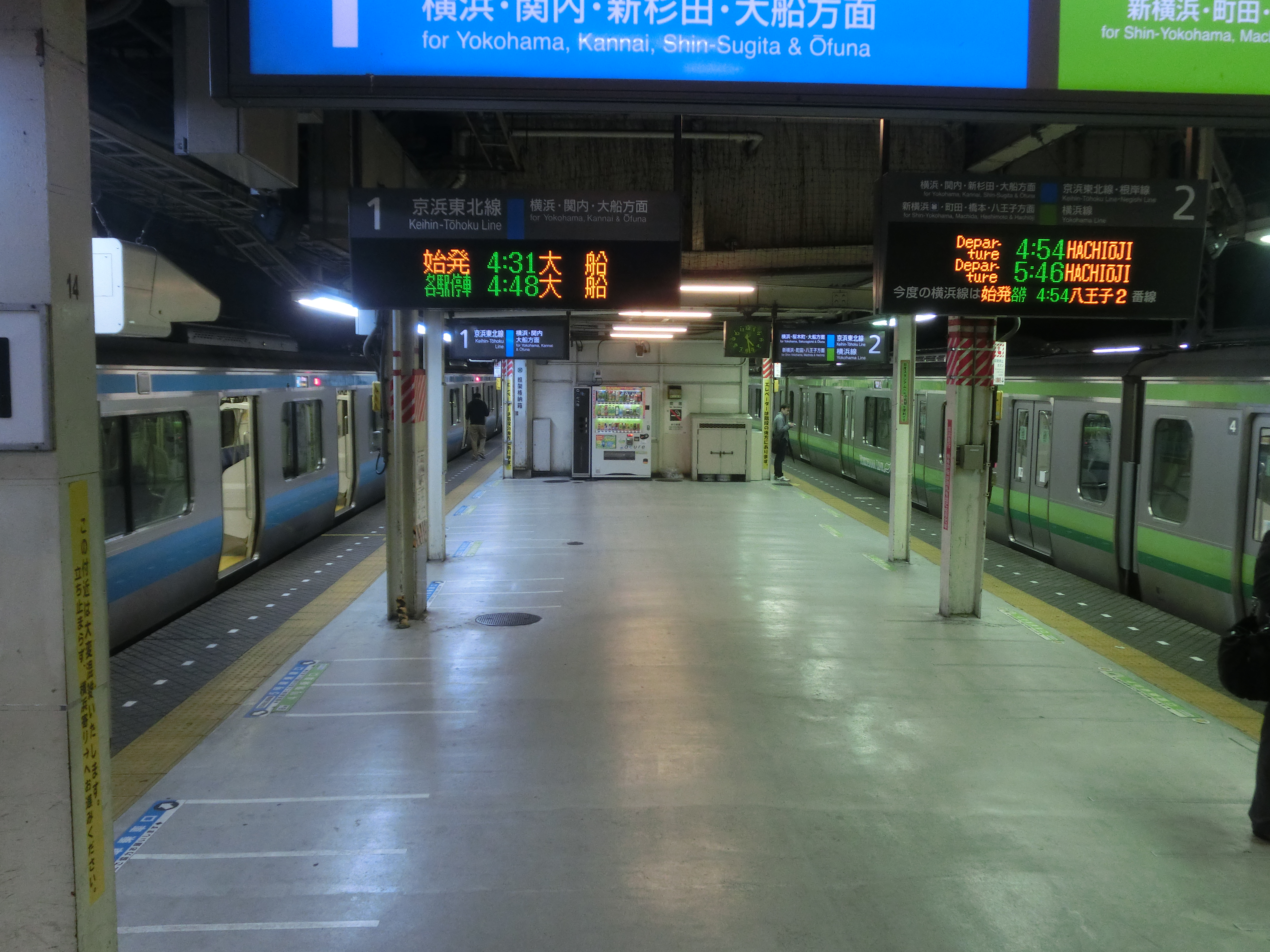
此站始發的京濱東北線與橫濱線（2016年）

## 使用情況
2019年（令和元年）度的1日平均上車人次為37,577人。雖是橫濱線的起點站，使用人數並不多。理由之一是此站的鄰站是橫濱站，使用者多流到該站。但是，此站到發的橫濱線列車使用人數的大半為轉乘京濱東北、根岸線的橫濱方向與川崎方向，繁忙時段特別擠迫。因此，橫濱線內的20個車站當中排行第10位。
近年的推移如下表。
| 年度               | 1日平均 上車人次 | 來源     |
| ------------------ | ---------------- | -------- |
| 1991年（平成03年） | 22,635           |          |
| 1992年（平成04年） | 23,285           |          |
| 1993年（平成05年） | 23,600           |          |
| 1994年（平成06年） | 23,903           |          |
| 1995年（平成07年） | 23,681           | [ * 1 ]  |
| 1996年（平成08年） | 23,984           |          |
| 1997年（平成09年） | 23,381           |          |
| 1998年（平成10年） | 23,553           | [ * 2 ]  |
| 1999年（平成11年） | 23,719           | [ * 3 ]  |
| 2000年（平成12年） | 23,980           | [ * 3 ]  |
| 2001年（平成13年） | 24,236           | [ * 4 ]  |
| 2002年（平成14年） | 25,867           | [ * 5 ]  |
| 2003年（平成15年） | 26,869           | [ * 6 ]  |
| 2004年（平成16年） | 27,813           | [ * 7 ]  |
| 2005年（平成17年） | 28,751           | [ * 8 ]  |
| 2006年（平成18年） | 29,352           | [ * 9 ]  |
| 2007年（平成19年） | 29,354           | [ * 10 ] |
| 2008年（平成20年） | 29,952           | [ * 11 ] |
| 2009年（平成21年） | 30,373           | [ * 12 ] |
| 2010年（平成22年） | 30,965           | [ * 13 ] |
| 2011年（平成23年） | 31,615           | [ * 14 ] |
| 2012年（平成24年） | 32,553           | [ * 15 ] |
| 2013年（平成25年） | 33,899           | [ * 16 ] |
| 2014年（平成26年） | 34,119           | [ * 17 ] |
| 2015年（平成27年） | 35,304           | [ * 18 ] |
| 2016年（平成28年） | 35,984           | [ * 19 ] |
| 2017年（平成29年） | 36,690           | [ * 20 ] |
| 2018年（平成30年） | 37,378           |          |
| 2019年（令和元年） | 37,577           |          |

## 相鄰車站
東日本旅客鐵道
 京濱東北線
■快速、■各站停車
新子安（JK 14）－東神奈川（JK 13）－橫濱（JK 12）
 橫濱線
■快速（快速於京濱東北根岸線內各站停車）
橫濱（京濱東北線）（JK 12）－東神奈川（JH 13）－菊名（JH 15）
■各站停車
橫濱（京濱東北線）（JK 12）－東神奈川（JH 13）－大口（JH 14）

### 曾經存在的路線
日本國有鐵道
東海道本線貨物支線
東神奈川－海神奈川
東海道本線貨物支線
東神奈川－東高島
兩條路線都在1959年（昭和34年）4月1日廢除

### 使用情況
1. ↑  横浜市統計書 （页面存档备份，存于） - 横浜市

JR東日本2000年度以後的上車人次
1. ↑  各駅の乗車人員（2000年度） （页面存档备份，存于） - JR東日本
2. ↑  各駅の乗車人員（2001年度） （页面存档备份，存于） - JR東日本
3. ↑  各駅の乗車人員（2002年度） （页面存档备份，存于） - JR東日本
4. ↑  各駅の乗車人員（2003年度） （页面存档备份，存于） - JR東日本
5. ↑  各駅の乗車人員（2004年度） （页面存档备份，存于） - JR東日本
6. ↑  各駅の乗車人員（2005年度） （页面存档备份，存于） - JR東日本
7. ↑  各駅の乗車人員（2006年度） （页面存档备份，存于） - JR東日本
8. ↑  各駅の乗車人員（2007年度） （页面存档备份，存于） - JR東日本
9. ↑  各駅の乗車人員（2008年度） （页面存档备份，存于） - JR東日本
10. ↑  各駅の乗車人員（2009年度） （页面存档备份，存于） - JR東日本
11. ↑  各駅の乗車人員（2010年度） （页面存档备份，存于） - JR東日本
12. ↑  各駅の乗車人員（2011年度） （页面存档备份，存于） - JR東日本
13. ↑  各駅の乗車人員（2012年度） （页面存档备份，存于） - JR東日本
14. ↑  各駅の乗車人員（2013年度） （页面存档备份，存于） - JR東日本
15. ↑  各駅の乗車人員（2014年度） （页面存档备份，存于） - JR東日本
16. ↑  各駅の乗車人員（2015年度） （页面存档备份，存于） - JR東日本
17. ↑  各駅の乗車人員（2016年度） （页面存档备份，存于） - JR東日本
18. ↑  各駅の乗車人員（2017年度） （页面存档备份，存于） - JR東日本
19. ↑  各駅の乗車人員（2018年度） （页面存档备份，存于） - JR東日本
20. ↑  各駅の乗車人員（2019年度） （页面存档备份，存于） - JR東日本

神奈川縣縣勢要覽
1. ↑  線区別駅別乗車人員（1日平均）の推移PDF - 17ページ
2. ↑  神奈川県県勢要覧（平成12年度） - 220ページ
3. 1 2  神奈川県県勢要覧（平成13年度）PDF - 222ページ
4. ↑  神奈川県県勢要覧（平成14年度）PDF - 220ページ
5. ↑  神奈川県県勢要覧（平成15年度）PDF - 220ページ
6. ↑  神奈川県県勢要覧（平成16年度）PDF - 220ページ
7. ↑  神奈川県県勢要覧（平成17年度）PDF - 222ページ
8. ↑  神奈川県県勢要覧（平成18年度）PDF - 222ページ
9. ↑  神奈川県県勢要覧（平成19年度）PDF - 224ページ
10. ↑  神奈川県県勢要覧（平成20年度）PDF - 228ページ
11. ↑  神奈川県県勢要覧（平成21年度）PDF - 238ページ
12. ↑  神奈川県県勢要覧（平成22年度）PDF - 236ページ
13. ↑  神奈川県県勢要覧（平成23年度）PDF - 236ページ
14. ↑  神奈川県県勢要覧（平成24年度）PDF - 232ページ
15. ↑  神奈川県県勢要覧（平成25年度）PDF - 234ページ
16. ↑  神奈川県県勢要覧（平成26年度）PDF - 236ページ
17. ↑  神奈川県県勢要覧（平成27年度）PDF - 236ページ
18. ↑  神奈川県県勢要覧（平成28年度）PDF - 244ページ
19. ↑  神奈川県県勢要覧（平成29年度）PDF - 236ページ
20. ↑  神奈川県県勢要覧（平成30年度）PDF - 220ページ

## 延伸閱讀
- 初版. JTB. 1998-10-01.
- 野田正穂・原田勝正・青木栄一・老川慶喜 (编).  第1版. 日本經濟評論社. 1996-09-10. ISBN 4-8188-0830-X.
- 長谷川弘和.  初版. JTB出版. 2004-11-01. ISBN 4-533-05622-9.
- 長谷川弘和・吉川文夫.  第2版. 神奈川合同出版. 1983年9月.
- サトウマコト.  第一刷. 230クラブ. 2008-09-23. ISBN 978-4-931353-28-2.
- 6. 日本國有鐵道. 1972-10-01.
- (PDF). 東京鉄道局. 1932-10-01.[永久]

## 外部連結
- 車站資訊（東神奈川）：東日本旅客鐵道